# Studený boršč

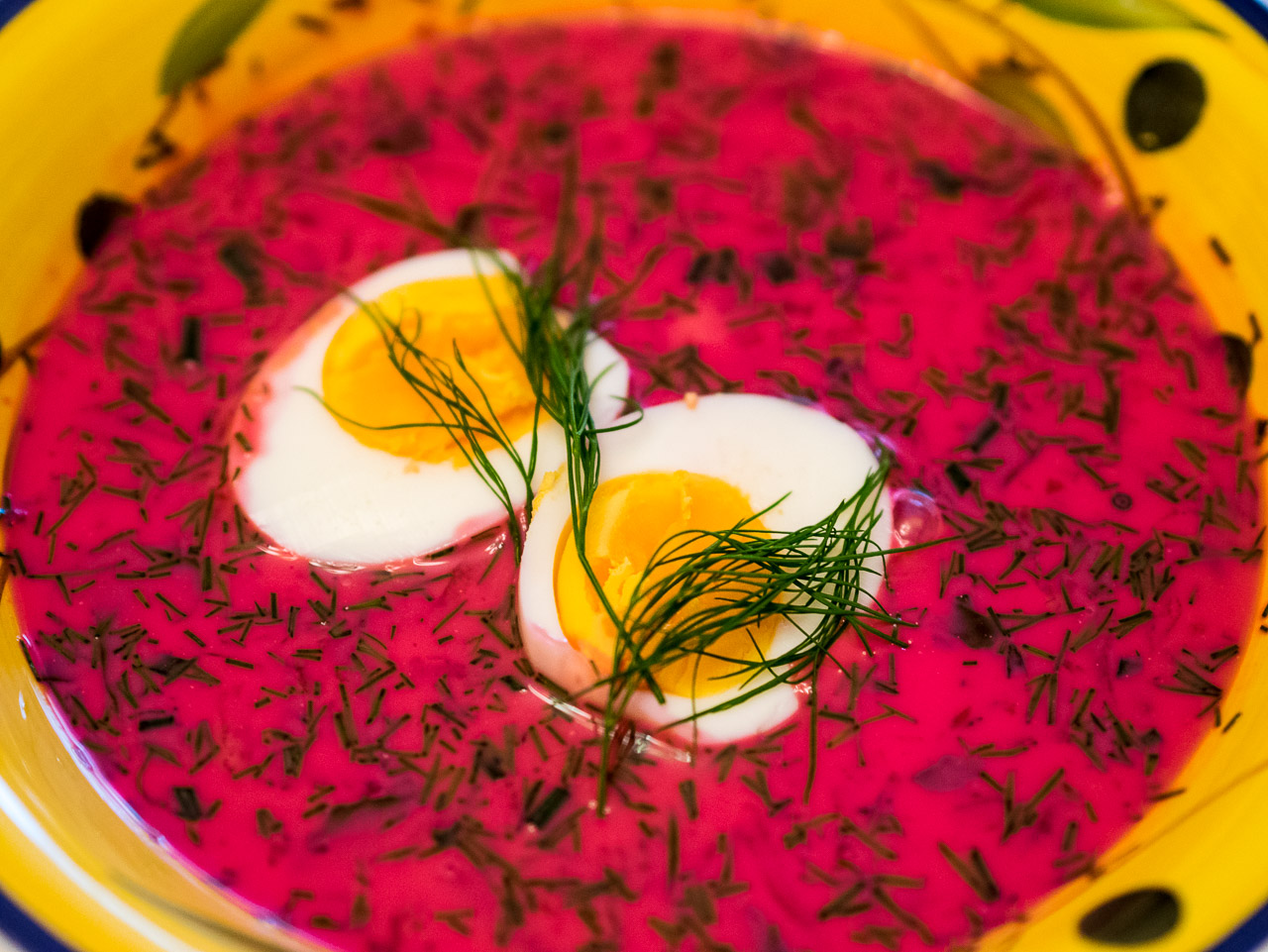
Studený boršč ozdobený vejcem a koprem

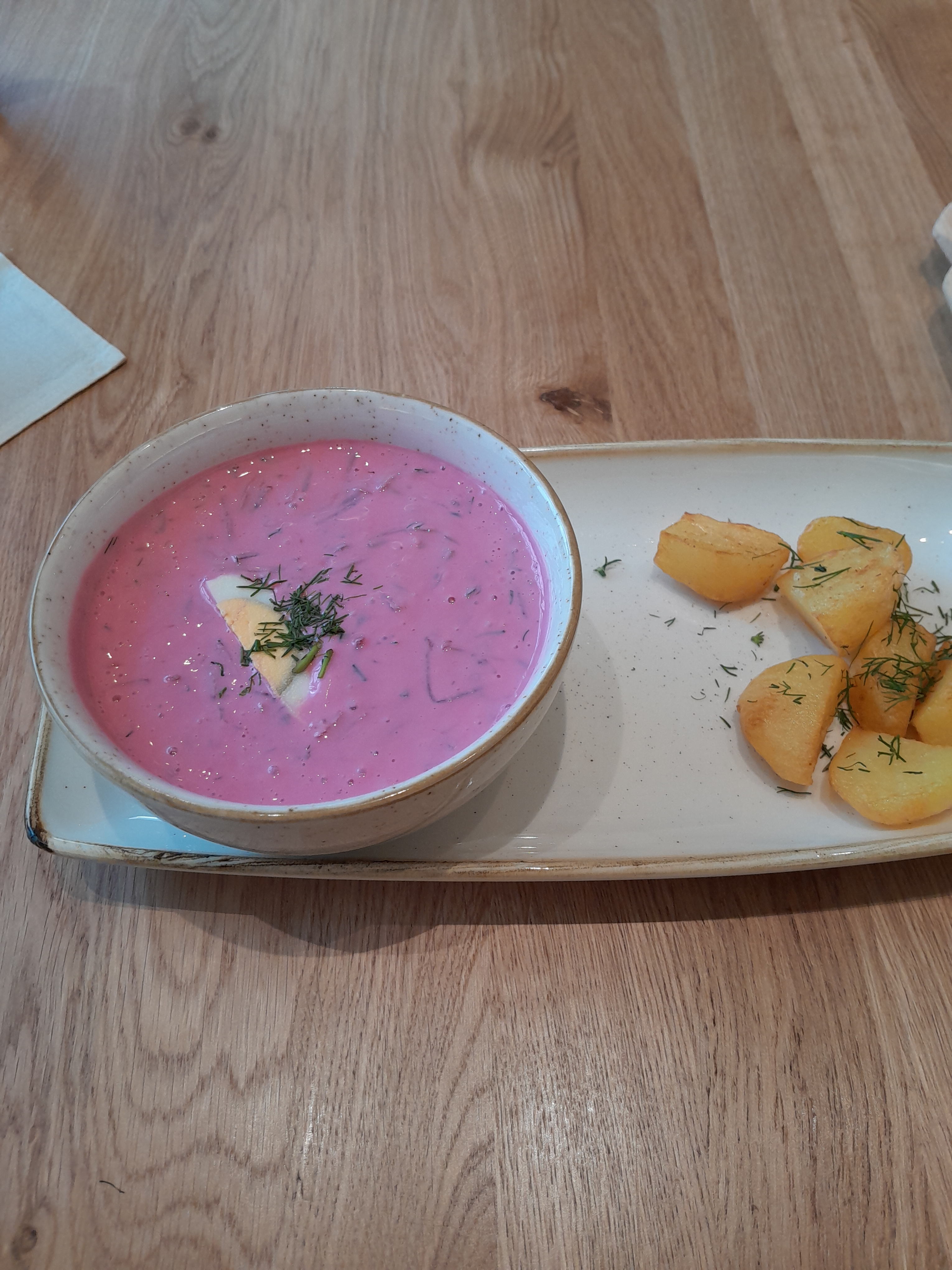
Litevský studený boršč s bramborami

Studený boršč (litevsky šaltibarščiai, polsky chłodnik litewski, bělorusky халаднік/chaladnik, lotyšsky aukstā zupa) je studená polévka typická pro litevskou kuchyni, polskou kuchyni, běloruskou kuchyni a lotyšskou kuchyni. Základem polévky je kefír (případně podmáslí, zakysaná smetana nebo jogurt), do kterého se přidává nastrouhaná červená řepa (vařená nebo nakládaná) a okurka. Polévka bývá dochucena koprem, jarní cibulkou, solí, pepřem a někdy i cukrem. Běžně se do polévky přidává i vejce na tvrdo, v Litvě je zvykem k polévce zvlášť podávat i brambory. Polévka má růžovou nebo sytě růžovou barvu.
Nejpopulárnější je studený boršč v Litvě. Ve Vilniusu se každoročně pořádá festival studeného boršče. Někdy se studený boršč uvádí jako litevské národní jídlo. Mnoho litevských rodin má svou osobní variantu receptu na studený boršč.
Nejstarší dochovaná zmínka o studeném boršči pochází z Vilniusu, z pamětí polského šlechtice Jana Chryzostoma Paseka z roku 1622. Historicky se postup přípravy studeného boršče měnil, původně se například servíroval s rybím masem nebo s raky.